# 이스틀리

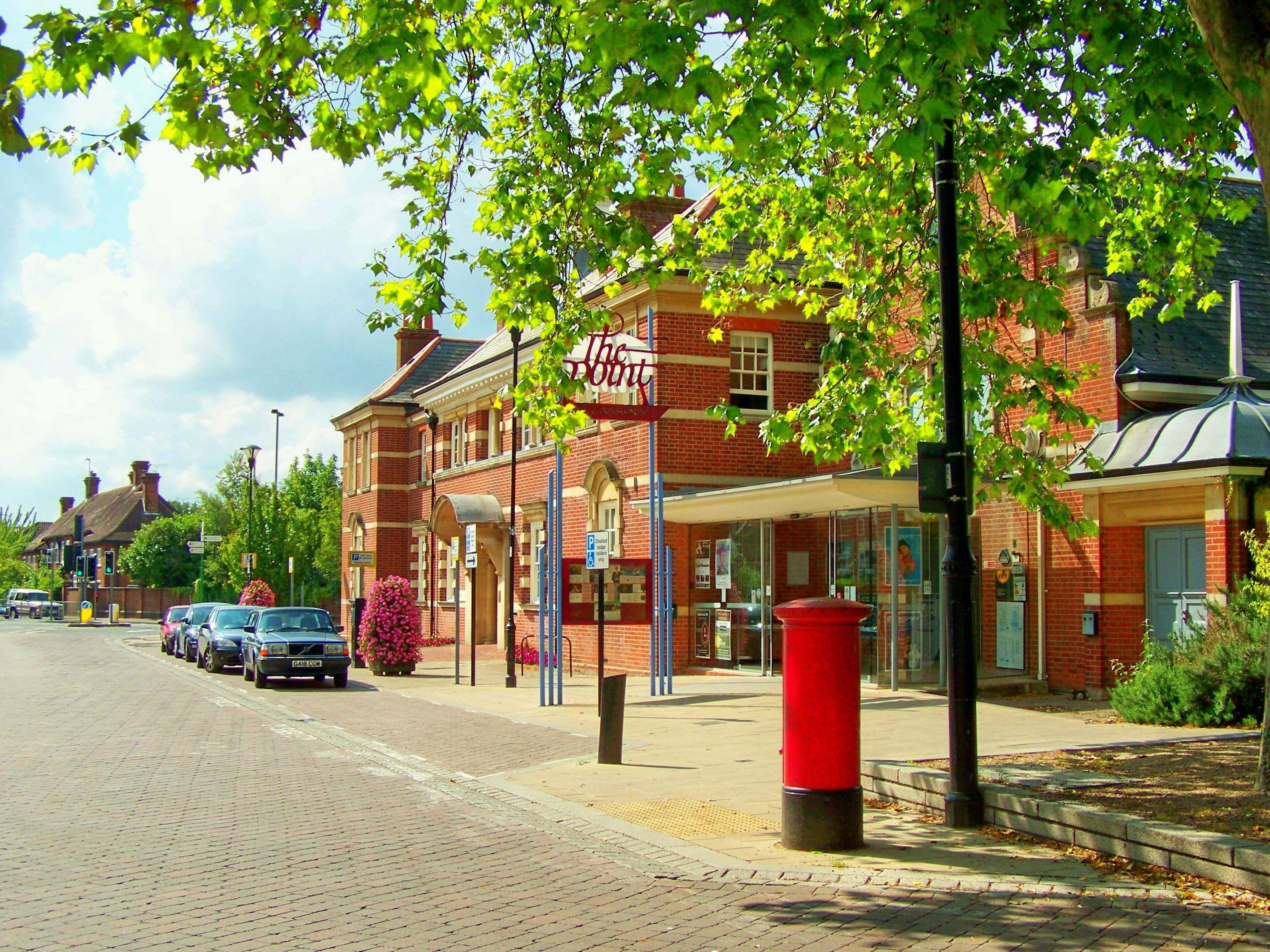
이스틀리

이스틀리(영어: Eastleigh)는 잉글랜드 햄프셔주에 위치한 도시이다.